# Campeonato Mundial de Atletismo de 2013 - Heptatlo feminino
A prova do Heptatlo  do Campeonato Mundial de Atletismo de 2013 foi disputada entre 12 e 13 de agosto no Estádio Lujniki, em Moscou. 

## Recordes
Antes desta competição, os recordes mundiais e do campeonato nesta prova eram os seguintes:
| Tipo                  | Atleta               | Pontos | Local | Data                   | Ref |
| --------------------- | -------------------- | ------ | ----- | ---------------------- | --- |
|                       | Jackie Joyner-Kersee | 7291   | Seul  | 24 de setembro de 1988 | ver |
| Recorde do campeonato | Jackie Joyner-Kersee | 7128   | Roma  | 1 de setembro de 1987  | ver |

## Medalhistas
| Ouro                    | Prata                       | Bronze                |
| Hanna Melnychenko (UKR) | Brianne Theisen-Eaton (CAN) | Dafne Schippers (NED) |

## Cronograma
| Data         | Hora  | Evento                   |
| ------------ | ----- | ------------------------ |
| 12 de agosto | 09:30 | 100 metros com barreiras |
| 12 de agosto | 10:35 | Salto em altura          |
| 12 de agosto | 18:45 | Arremesso de peso        |
| 12 de agosto | 20:35 | 200 metros               |
| 13 de agosto | 09:30 | Salto em distância       |
| 13 de agosto | 11:10 | Lançamento de dardo      |
| 13 de agosto | 20:10 | 800 metros               |

Todos os horários são horas locais (UTC +4)

## Resultados

### 100 metros com barreiras
Vento: −0.6, −0.4, −0.2, −0.6 m/s .
| Classificação | Bateria | Atleta                    | Nacionalidade  | Resultado | Pontos | Nota |
| ------------- | ------- | ------------------------- | -------------- | --------- | ------ | ---- |
| 1             | 4       | Brianne Theisen-Eaton     | Canadá         | 13.17     | 1099   |      |
| 2             | 4       | Hanna Melnychenko         | Ucrânia        | 13.29     | 1081   |      |
| 3             | 4       | Dafne Schippers           | Países Baixos  | 13.30     | 1080   | SB   |
| 4             | 4       | Antoinette Nana Djimou    | França         | 13.36     | 1071   | SB   |
| 5             | 3       | Grit Šadeiko              | Estónia        | 13.40     | 1065   | SB   |
| 6             | 4       | Karolina Tymińska         | Polónia        | 13.48     | 1053   |      |
| 7             | 4       | Katarina Johnson-Thompson | Grã-Bretanha   | 13.49     | 1052   |      |
| 8             | 2       | Linda Züblin              | Suíça          | 13.51     | 1049   | PB   |
| 8             | 3       | Sharon Day                | Estados Unidos | 13.51     | 1049   | PB   |
| 10            | 4       | Claudia Rath              | Alemanha       | 13.55     | 1043   |      |
| 11            | 2       | Yasmina Omrani            | Argélia        | 13.57     | 1040   | PB   |
| 12            | 3       | Ellen Sprunger            | Suíça          | 13.68     | 1024   |      |
| 13            | 4       | Erica Bougard             | Estados Unidos | 13.69     | 1023   |      |
| 14            | 3       | Makeba Alcide             | Santa Lúcia    | 13.73     | 1017   |      |
| 15            | 2       | Kristina Savickaja        | Rússia         | 13.82     | 1004   | SB   |
| 16            | 2       | Bettie Wade               | Estados Unidos | 13.84     | 1001   |      |
| 17            | 2       | Kacjaryna Necviataeva     | Bielorrússia   | 13.87     | 997    |      |
| 18            | 1       | Wassana Winatho           | Tailândia      | 13.88     | 995    | SB   |
| 18            | 3       | Yorgelis Rodríguez        | Cuba           | 13.88     | 995    |      |
| 18            | 3       | Kira Biesenbach           | Alemanha       | 13.88     | 995    |      |
| 21            | 4       | Laura Ikauniece           | Letônia        | 13.89     | 994    |      |
| 22            | 2       | Sofía Yfantídou           | Grécia         | 13.93     | 988    |      |
| 23            | 1       | Eliška Klučinová          | Chéquia        | 13.97     | 983    | PB   |
| 24            | 1       | Mari Klaup                | Estónia        | 13.99     | 980    | PB   |
| 25            | 3       | Sofia Linde               | Suécia         | 14.02     | 976    |      |
| 26            | 1       | Györgyi Zsivóczky-Farkas  | Hungria        | 14.09     | 966    |      |
| 27            | 2       | Jana Maksimava            | Bielorrússia   | 14.11     | 963    |      |
| 28            | 2       | Nafissatou Thiam          | Bélgica        | 14.13     | 960    |      |
| 29            | 1       | Ida Marcussen             | Noruega        | 14.27     | 941    |      |
| 30            | 1       | Julia Mächtig             | Alemanha       | 14.38     | 925    |      |
| 31            | 1       | Aleksandra Butvina        | Rússia         | 14.52     | 906    |      |
| 32            | 1       | Irina Karpova             | Cazaquistão    | 14.54     | 903    |      |
| 33            | 3       | Nadine Broersen           | Países Baixos  | 14.84     | 863    |      |

### Salto em altura
| Classificação | Grupo | Atleta                    | Nacionalidade  | Resultado | Pontos | Nota | Total de pontos | Posição geral |
| ------------- | ----- | ------------------------- | -------------- | --------- | ------ | ---- | --------------- | ------------- |
| 1             | A     | Nafissatou Thiam          | Bélgica        | 1.92      | 1132   | PB   | 2092            | 3             |
| 2             | A     | Nadine Broersen           | Países Baixos  | 1.89      | 1093   |      | 1956            | 17            |
| 3             | A     | Yorgelis Rodríguez        | Cuba           | 1.86      | 1054   | PB   | 2049            | 7             |
| 4             | A     | Eliška Klučinová          | Chéquia        | 1.86      | 1054   | PB   | 2037            | 8             |
| 5             | A     | Hanna Melnychenko         | Ucrânia        | 1.86      | 1054   | PB   | 2135            | 1             |
| 6             | A     | Brianne Theisen-Eaton     | Canadá         | 1.83      | 1016   |      | 2115            | 2             |
| 7             | A     | Katarina Johnson-Thompson | Grã-Bretanha   | 1.83      | 1016   |      | 2068            | 4             |
| 8             | A     | Sharon Day                | Estados Unidos | 1.83      | 1016   |      | 2065            | 5             |
| 9             | B     | Claudia Rath              | Alemanha       | 1.83      | 1016   | PB   | 2059            | 6             |
| 10            | A     | Bettie Wade               | Estados Unidos | 1.80      | 978    |      | 1979            | 15            |
| 11            | A     | Erica Bougard             | Estados Unidos | 1.80      | 978    |      | 2001            | 12            |
| 12            | A     | Makeba Alcide             | Santa Lúcia    | 1.80      | 978    |      | 1995            | 13            |
| 13            | A     | Györgyi Zsivóczky-Farkas  | Hungria        | 1.80      | 978    |      | 1944            | 19            |
| 13            | B     | Laura Ikauniece           | Letônia        | 1.80      | 978    | SB   | 1972            | 16            |
| 15            | B     | Yasmina Omrani            | Argélia        | 1.77      | 941    | SB   | 1981            | 14            |
| 16            | B     | Kristina Savickaja        | Rússia         | 1.77      | 941    | SB   | 1945            | 18            |
| 17            | B     | Grit Šadeiko              | Estónia        | 1.77      | 941    |      | 2006            | 11            |
| 18            | B     | Dafne Schippers           | Países Baixos  | 1.77      | 941    | SB   | 2021            | 9             |
| 19            | B     | Antoinette Nana Djimou    | França         | 1.77      | 941    | SB   | 2012            | 10            |
| 20            | A     | Jana Maksimava            | Bielorrússia   | 1.74      | 903    |      | 1866            | 24            |
| 21            | A     | Mari Klaup                | Estónia        | 1.74      | 903    |      | 1883            | 22            |
| 22            | A     | Sofia Linde               | Suécia         | 1.74      | 903    |      | 1879            | 23            |
| 22            | A     | Aleksandra Butvina        | Rússia         | 1.74      | 903    |      | 1809            | 29            |
| 24            | B     | Kacjaryna Necviataeva     | Bielorrússia   | 1.74      | 903    | SB   | 1900            | 20            |
| 25            | B     | Kira Biesenbach           | Alemanha       | 1.71      | 867    |      | 1862            | 25            |
| 26            | B     | Julia Mächtig             | Alemanha       | 1.71      | 867    |      | 1792            | 31            |
| 27            | B     | Ida Marcussen             | Noruega        | 1.71      | 867    | SB   | 1808            | 30            |
| 28            | A     | Wassana Winatho           | Tailândia      | 1.68      | 830    |      | 1825            | 28            |
| 29            | B     | Ellen Sprunger            | Suíça          | 1.68      | 830    |      | 1854            | 26            |
| 29            | B     | Karolina Tymińska         | Polónia        | 1.68      | 830    |      | 1883            | 21            |
| 31            | B     | Linda Züblin              | Suíça          | 1.65      | 795    | SB   | 1844            | 27            |
| 32            | B     | Sofía Yfantídou           | Grécia         | 1.65      | 795    |      | 1783            | 32            |
| 33            | B     | Irina Karpova             | Cazaquistão    | 1.65      | 795    |      | 1698            | 33            |

### Arremesso de peso
A prova teve inicio ás18:45. 
| Classificação | Grupo | Atleta                    | Nacionalidade  | Resultado | Pontos | Nota | Total de pontos | Posição geral |
| ------------- | ----- | ------------------------- | -------------- | --------- | ------ | ---- | --------------- | ------------- |
| 1             | A     | Julia Mächtig             | Alemanha       | 15.48     | 893    |      | 2685            | 16            |
| 2             | A     | Antoinette Nana Djimou    | França         | 14.54     | 830    |      | 2842            | 6             |
| 3             | A     | Jana Maksimava            | Bielorrússia   | 14.27     | 812    |      | 2678            | 18            |
| 4             | A     | Eliška Klučinová          | Chéquia        | 14.19     | 807    | SB   | 2844            | 5             |
| 5             | A     | Kacjaryna Necviataeva     | Bielorrússia   | 14.17     | 805    |      | 2705            | 13            |
| 6             | A     | Aleksandra Butvina        | Rússia         | 14.16     | 805    |      | 2614            | 25            |
| 7             | A     | Hanna Melnychenko         | Ucrânia        | 13.85     | 784    |      | 2919            | 1             |
| 8             | A     | Sofia Linde               | Suécia         | 13.80     | 781    |      | 2660            | 19            |
| 9             | A     | Sharon Day                | Estados Unidos | 14.35     | 817    |      | 2882            | 2             |
| 10            | A     | Kristina Savickaja        | Rússia         | 13.75     | 777    |      | 2722            | 11            |
| 11            | A     | Karolina Tymińska         | Polónia        | 13.74     | 777    |      | 2660            | 20            |
| 12            | A     | Nafissatou Thiam          | Bélgica        | 13.71     | 775    |      | 2867            | 3             |
| 13            | A     | Nadine Broersen           | Países Baixos  | 13.46     | 758    |      | 2714            | 12            |
| 14            | A     | Yasmina Omrani            | Argélia        | 13.32     | 749    |      | 2730            | 10            |
| 15            | A     | Györgyi Zsivóczky-Farkas  | Hungria        | 13.13     | 736    |      | 2680            | 17            |
| 16            | B     | Brianne Theisen-Eaton     | Canadá         | 13.07     | 732    |      | 2847            | 4             |
| 17            | A     | Dafne Schippers           | Países Baixos  | 12.91     | 721    |      | 2742            | 9             |
| 18            | B     | Kira Biesenbach           | Alemanha       | 12.91     | 721    |      | 2583            | 27            |
| 19            | B     | Sofía Yfantídou           | Grécia         | 12.89     | 720    |      | 2503            | 30            |
| 20            | B     | Claudia Rath              | Alemanha       | 12.88     | 719    |      | 2778            | 7             |
| 21            | B     | Ellen Sprunger            | Suíça          | 12.86     | 718    |      | 2572            | 28            |
| 22            | B     | Mari Klaup                | Estónia        | 12.85     | 717    | PB   | 2600            | 26            |
| 23            | B     | Yorgelis Rodríguez        | Cuba           | 12.83     | 716    |      | 2765            | 8             |
| 24            | A     | Bettie Wade               | Estados Unidos | 12.79     | 713    |      | 2692            | 15            |
| 25            | B     | Linda Züblin              | Suíça          | 12.51     | 695    |      | 2539            | 29            |
| 26            | B     | Laura Ikauniece           | Letônia        | 12.36     | 685    |      | 2657            | 21            |
| 27            | B     | Ida Marcussen             | Noruega        | 12.31     | 682    |      | 2490            | 31            |
| 28            | B     | Irina Karpova             | Cazaquistão    | 11.92     | 656    | SB   | 2354            | 33            |
| 29            | B     | Wassana Winatho           | Tailândia      | 11.86     | 652    |      | 2477            | 32            |
| 30            | B     | Makeba Alcide             | Santa Lúcia    | 11.82     | 649    |      | 2644            | 22            |
| 31            | B     | Katarina Johnson-Thompson | Grã-Bretanha   | 11.52     | 629    |      | 2697            | 14            |
| 32            | B     | Grit Šadeiko              | Estónia        | 11.49     | 627    |      | 2633            | 23            |
| 33            | B     | Erica Bougard             | Estados Unidos | 11.27     | 613    | PB   | 2614            | 24            |

### 200 metros
Vento:
Bateria 1: −0.2, Bateria 2: −0.1,Bateria 3: −0.2,  Bateria 4: 0.0, Bateria 5: 0.0 m/s. 
| Classificação | Bateria | Atleta                    | Nacionalidade  | Resultado | Pontos | Nota | total de pontos | Classificação geral |
| ------------- | ------- | ------------------------- | -------------- | --------- | ------ | ---- | --------------- | ------------------- |
| 1             | 5       | Dafne Schippers           | Países Baixos  | 22.84     | 1095   | SB   | 3837            | 2                   |
| 2             | 5       | Katarina Johnson-Thompson | Grã-Bretanha   | 23.37     | 1042   | PB   | 3739            | 5                   |
| 3             | 5       | Ellen Sprunger            | Suíça          | 23.39     | 1040   | PB   | 3612            | 12                  |
| 4             | 5       | Hanna Melnychenko         | Ucrânia        | 23.87     | 993    |      | 3912            | 1                   |
| 5             | 5       | Karolina Tymińska         | Polónia        | 24.13     | 968    |      | 3628            | 11                  |
| 6             | 4       | Brianne Theisen-Eaton     | Canadá         | 24.18     | 963    |      | 3810            | 4                   |
| 7             | 4       | Claudia Rath              | Alemanha       | 24.27     | 955    |      | 3733            | 7                   |
| 8             | 4       | Sharon Day                | Estados Unidos | 24.28     | 954    |      | 3836            | 3                   |
| 9             | 4       | Grit Šadeiko              | Estónia        | 24.46     | 937    |      | 3570            | 16                  |
| 10            | 5       | Erica Bougard             | Estados Unidos | 24.59     | 925    |      | 3539            | 19                  |
| 11            | 4       | Laura Ikauniece           | Letônia        | 24.73     | 912    |      | 3569            | 16                  |
| 12            | 2       | Yasmina Omrani            | Argélia        | 24.75     | 910    | SB   | 3640            | 10                  |
| 13            | 4       | Yorgelis Rodríguez        | Cuba           | 24.77     | 908    |      | 3673            | 9                   |
| 14            | 3       | Bettie Wade               | Estados Unidos | 24.87     | 899    |      | 3591            | 14                  |
| 15            | 3       | Eliška Klučinová          | Chéquia        | 24.91     | 895    |      | 3739            | 5                   |
| 16            | 2       | Wassana Winatho           | Tailândia      | 24.94     | 892    | SB   | 3369            | 28                  |
| 17            | 3       | Antoinette Nana Djimou    | França         | 24.95     | 891    |      | 3733            | 7                   |
| 18            | 4       | Makeba Alcide             | Santa Lúcia    | 24.96     | 890    |      | 3534            | 20                  |
| 19            | 2       | Nadine Broersen           | Países Baixos  | 25.01     | 886    | PB   | 3600            | 13                  |
| 19            | 2       | Linda Züblin              | Suíça          | 25.01     | 886    | SB   | 3425            | 27                  |
| 21            | 3       | Kacjaryna Necviataeva     | Bielorrússia   | 25.09     | 879    |      | 3584            | 15                  |
| 22            | 2       | Kristina Savickaja        | Rússia         | 25.43     | 848    |      | 3570            | 16                  |
| 23            | 3       | Julia Mächtig             | Alemanha       | 25.45     | 846    |      | 3531            | 21                  |
| 24            | 1       | Mari Klaup                | Estónia        | 25.54     | 838    | PB   | 3438            | 26                  |
| 25            | 1       | Ida Marcussen             | Noruega        | 25.59     | 833    |      | 3323            | 29                  |
| 26            | 3       | Nafissatou Thiam          | Bélgica        | 25.61     | 832    |      | 3699            | 8                   |
| 27            | 2       | Sofia Linde               | Suécia         | 26.64     | 829    |      | 3489            | 24                  |
| 28            | 1       | Györgyi Zsivóczky-Farkas  | Hungria        | 25.66     | 827    |      | 3507            | 22                  |
| 29            | 3       | Aleksandra Butvina        | Rússia         | 25.68     | 825    |      | 3439            | 24                  |
| 30            | 1       | Jana Maksimava            | Bielorrússia   | 25.77     | 817    |      | 3495            | 23                  |
| 31            | 1       | Sofía Yfantídou           | Grécia         | 25.94     | 802    | SB   | 3305            | 30                  |
| 32            | 1       | Irina Karpova             | Cazaquistão    | 26.50     | 754    |      | 3108            | 31                  |

Kira Biesenbach  retirou-se da competição antes do teste 

### Salto em distância
A prova teve inicio ás 07:30. 
| Classificação. | Grupo | Atleta                    | Nacionalidade  | Rsultado | Pontos | Nota | Total de pontos | Classificação geral |
| -------------- | ----- | ------------------------- | -------------- | -------- | ------ | ---- | --------------- | ------------------- |
| 1              | A     | Claudia Rath              | Alemanha       | 6.67     | 1062   | PB   | 4795            | 3                   |
| 2              | A     | Katarina Johnson-Thompson | Grã-Bretanha   | 6.56     | 1027   | PB   | 4766            | 5                   |
| 3              | A     | Hanna Melnychenko         | Ucrânia        | 6.49     | 1004   | SB   | 4916            | 1                   |
| 4              | A     | Brianne Theisen-Eaton     | Canadá         | 6.37     | 965    | PB   | 4775            | 4                   |
| 5              | A     | Dafne Schippers           | Países Baixos  | 6.35     | 959    |      | 4796            | 2                   |
| 6              | A     | Karolina Tymińska         | Polónia        | 6.32     | 949    |      | 4577            | 9                   |
| 7              | A     | Linda Züblin              | Suíça          | 6.23     | 921    | SB   | 4346            | 21                  |
| 8              | B     | Ellen Sprunger            | Suíça          | 6.16     | 899    | PB   | 4511            | 12                  |
| 9              | A     | Györgyi Zsivóczky-Farkas  | Hungria        | 6.16     | 899    |      | 4406            | 18                  |
| 10             | A     | Nadine Broersen           | Países Baixos  | 6.13     | 890    |      | 4490            | 13                  |
| 11             | A     | Eliška Klučinová          | Chéquia        | 6.12     | 887    |      | 4626            | 6                   |
| 12             | B     | Kristina Savickaja        | Rússia         | 6.11     | 883    |      | 4453            | 15                  |
| 13             | A     | Nafissatou Thiam          | Bélgica        | 6.11     | 883    |      | 4582            | 8                   |
| 14             | A     | Grit Šadeiko              | Estónia        | 6.11     | 883    |      | 4453            | 14                  |
| 15             | B     | Ida Marcussen             | Noruega        | 6.08     | 874    |      | 4197            | 29                  |
| 16             | A     | Julia Mächtig             | Alemanha       | 6.07     | 871    |      | 4402            | 19                  |
| 17             | A     | Erica Bougard             | Estados Unidos | 6.01     | 853    |      | 4392            | 20                  |
| 18             | B     | Yorgelis Rodríguez        | Cuba           | 6.00     | 850    | SB   | 4523            | 11                  |
| 19             | A     | Antoinette Nana Djimou    | França         | 5.97     | 840    |      | 4573            | 10                  |
| 20             | A     | Laura Ikauniece           | Letônia        | 5.96     | 837    |      | 4406            | 17                  |
| 21             | B     | Sofía Yfantídou           | Grécia         | 5.85     | 804    |      | 4109            | 31                  |
| 22             | B     | Yasmina Omrani            | Argélia        | 5.82     | 795    |      | 4435            | 16                  |
| 23             | B     | Aleksandra Butvina        | Rússia         | 5.81     | 792    |      | 4231            | 27                  |
| 24             | B     | Sofia Linde               | Suécia         | 5.80     | 789    |      | 4278            | 24                  |
| 25             | B     | Sharon Day                | Estados Unidos | 5.79     | 786    |      | 4622            | 7                   |
| 26             | B     | Mari Klaup                | Estónia        | 5.77     | 780    |      | 4218            | 28                  |
| 27             | B     | Jana Maksimava            | Bielorrússia   | 5.77     | 780    |      | 4275            | 25                  |
| 28             | B     | Wassana Winatho           | Tailândia      | 5.76     | 777    |      | 4146            | 30                  |
| 29             | B     | Kacjaryna Necviataeva     | Bielorrússia   | 5.67     | 750    |      | 4334            | 22                  |
| 30             | B     | Makeba Alcide             | Santa Lúcia    | 5.62     | 735    |      | 4269            | 26                  |
| 31             | B     | Bettie Wade               | Estados Unidos | 5.61     | 732    |      | 4323            | 23                  |
| 32             | B     | Irina Karpova             | Cazaquistão    | 5.54     | 712    | SB   | 3820            | 32                  |

### Lançamento de dardo
A prova teve inicio ás 09:10.
| Classificação | Grupo | Atleta                    | Nacionalidade  | Resultado | Pontos | Nota | Total de pontos | Resultado geral |
| ------------- | ----- | ------------------------- | -------------- | --------- | ------ | ---- | --------------- | --------------- |
| 1             | A     | Sofía Yfantídou           | Grécia         | 53.66     | 931    |      | 5040            | 23              |
| 2             | A     | Antoinette Nana Djimou    | França         | 52.47     | 908    |      | 5481            | 4               |
| 3             | A     | Laura Ikauniece           | Letônia        | 50.75     | 875    | SB   | 5281            | 11              |
| 4             | A     | Mari Klaup                | Estónia        | 50.15     | 863    | PB   | 5081            | 20              |
| 5             | A     | Linda Züblin              | Suíça          | 49.64     | 853    | SB   | 5199            | 14              |
| 6             | A     | Ida Marcussen             | Noruega        | 49.26     | 846    |      | 5043            | 22              |
| 7             | A     | Nadine Broersen           | Países Baixos  | 47.48     | 811    |      | 5301            | 10              |
| 8             | A     | Sharon Day                | Estados Unidos | 47.17     | 805    |      | 5427            | 7               |
| 9             | A     | Eliška Klučinová          | Chéquia        | 45.76     | 778    |      | 5404            | 8               |
| 10            | A     | Brianne Theisen-Eaton     | Canadá         | 45.64     | 776    | SB   | 5551            | 2               |
| 11            | A     | Györgyi Zsivóczky-Farkas  | Hungria        | 45.43     | 772    |      | 5178            | 16              |
| 12            | A     | Jana Maksimava            | Bielorrússia   | 45.41     | 771    | PB   | 5046            | 21              |
| 13            | A     | Julia Mächtig             | Alemanha       | 44.74     | 758    |      | 5160            | 17              |
| 14            | A     | Yorgelis Rodríguez        | Cuba           | 44.66     | 757    |      | 5280            | 12              |
| 15            | A     | Nafissatou Thiam          | Bélgica        | 43.64     | 737    |      | 5319            | 9               |
| 16            | B     | Hanna Melnychenko         | Ucrânia        | 41.87     | 703    | SB   | 5619            | 1               |
| 17            | B     | Wassana Winatho           | Tailândia      | 41.74     | 701    | PB   | 4847            | 30              |
| 18            | B     | Dafne Schippers           | Países Baixos  | 41.47     | 696    | PB   | 5492            | 3               |
| 19            | B     | Katarina Johnson-Thompson | Grã-Bretanha   | 40.86     | 684    | PB   | 5450            | 5               |
| 20            | B     | Karolina Tymińska         | Polónia        | 40.61     | 679    |      | 5256            | 13              |
| 21            | B     | Ellen Sprunger            | Suíça          | 40.41     | 675    |      | 5186            | 15              |
| 22            | B     | Aleksandra Butvina        | Rússia         | 40.30     | 673    |      | 4904            | 28              |
| 23            | B     | Sofia Linde               | Suécia         | 40.13     | 670    |      | 4948            | 26              |
| 24            | B     | Yasmina Omrani            | Argélia        | 39.26     | 653    |      | 5088            | 18              |
| 25            | B     | Claudia Rath              | Alemanha       | 39.04     | 649    |      | 5444            | 6               |
| 26            | B     | Kacjaryna Necviataeva     | Bielorrússia   | 38.60     | 640    |      | 4974            | 24              |
| 27            | B     | Bettie Wade               | Estados Unidos | 38.23     | 633    |      | 4956            | 25              |
| 28            | A     | Kristina Savickaja        | Rússia         | 38.21     | 633    |      | 5086            | 19              |
| 29            | B     | Makeba Alcide             | Santa Lúcia    | 37.09     | 612    | PB   | 4881            | 29              |
| 30            | B     | Erica Bougard             | Estados Unidos | 32.62     | 526    |      | 4918            | 27              |

Grit Šadeiko e Irina Karpova retiraram-se da competição antes do teste

### 800 metros
A prova teve inicio ás 20.10. 
| Classificação | Bateria | Atleta                    | Nacionalidade  | Resultado | Pontos | Nota |
| ------------- | ------- | ------------------------- | -------------- | --------- | ------ | ---- |
| 1             | 3       | Claudia Rath              | Alemanha       | 2:06.43   | 1018   | PB   |
| 2             | 2       | Karolina Tymińska         | Polónia        | 2:06.64   | 1014   | SB   |
| 3             | 3       | Katarina Johnson-Thompson | Grã-Bretanha   | 2:07.64   | 999    | PB   |
| 4             | 3       | Dafne Schippers           | Países Baixos  | 2:08.62   | 985    | PB   |
| 5             | 3       | Sharon Day                | Estados Unidos | 2:08.94   | 980    | PB   |
| 6             | 3       | Brianne Theisen-Eaton     | Canadá         | 2:09.03   | 979    | PB   |
| 7             | 3       | Hanna Melnychenko         | Ucrânia        | 2:09.85   | 967    | PB   |
| 8             | 1       | Ida Marcussen             | Noruega        | 2:10.83   | 953    |      |
| 9             | 2       | Jana Maksimava            | Bielorrússia   | 2:11.96   | 936    | SB   |
| 10            | 3       | Eliška Klučinová          | Chéquia        | 2:12.50   | 928    | PB   |
| 11            | 1       | Kacjaryna Necviataeva     | Bielorrússia   | 2:12.54   | 928    |      |
| 12            | 3       | Nadine Broersen           | Países Baixos  | 2:12.89   | 923    | PB   |
| 13            | 1       | Erica Bougard             | Estados Unidos | 2:13.72   | 911    |      |
| 14            | 1       | Aleksandra Butvina        | Rússia         | 2:14.14   | 905    |      |
| 15            | 2       | Yasmina Omrani            | Argélia        | 2:14.81   | 895    | SB   |
| 16            | 2       | Ellen Sprunger            | Suíça          | 2:14.83   | 895    | SB   |
| 17            | 2       | Györgyi Zsivóczky-Farkas  | Hungria        | 2:15.28   | 889    | SB   |
| 18            | 2       | Laura Ikauniece           | Letônia        | 2:16.05   | 878    |      |
| 19            | 1       | Sofia Linde               | Suécia         | 2:16.34   | 874    | PB   |
| 20            | 1       | Makeba Alcide             | Santa Lúcia    | 2:16.65   | 870    |      |
| 21            | 2       | Yorgelis Rodríguez        | Cuba           | 2:16.74   | 868    | PB   |
| 22            | 2       | Julia Mächtig             | Alemanha       | 2:17.28   | 861    |      |
| 23            | 2       | Linda Züblin              | Suíça          | 2:17.50   | 858    |      |
| 24            | 1       | Sofía Yfantídou           | Grécia         | 2:17.74   | 854    | SB   |
| 25            | 3       | Antoinette Nana Djimou    | França         | 2:18.44   | 845    |      |
| 26            | 2       | Mari Klaup                | Estónia        | 2:18.57   | 843    | SB   |
| 27            | 1       | Wassana Winatho           | Tailândia      | 2:19.97   | 824    |      |
| 28            | 1       | Bettie Wade               | Estados Unidos | 2:20.87   | 812    |      |
| 29            | 3       | Nafissatou Thiam          | Bélgica        | 2:25.43   | 751    |      |

Kristina Savickaja retirou-se da competição antes do inicio da prova

## Classificação final
| Classificação     | Atleta                    | Nacionalidade  | Pontos | Nota |
| ----------------- | ------------------------- | -------------- | ------ | ---- |
| Medalha de ouro   | Hanna Melnychenko         | Ucrânia        | 6586   | PB   |
| Medalha de prata  | Brianne Theisen-Eaton     | Canadá         | 6530   | PB   |
| Medalha de bronze | Dafne Schippers           | Países Baixos  | 6477   | NR   |
| 4                 | Claudia Rath              | Alemanha       | 6462   | PB   |
| 5                 | Katarina Johnson-Thompson | Grã-Bretanha   | 6449   | PB   |
| 6                 | Sharon Day                | Estados Unidos | 6407   |      |
| 7                 | Eliška Klučinová          | Chéquia        | 6332   | NR   |
| 8                 | Antoinette Nana Djimou    | França         | 6326   | SB   |
| 9                 | Karolina Tymińska         | Polónia        | 6270   |      |
| 10                | Nadine Broersen           | Países Baixos  | 6224   |      |
| 11                | Laura Ikauniece           | Letônia        | 6159   |      |
| 12                | Yorgelis Rodríguez        | Cuba           | 6148   |      |
| 13                | Ellen Sprunger            | Suíça          | 6081   | SB   |
| 14                | Nafissatou Thiam          | Bélgica        | 6070   |      |
| 15                | Györgyi Zsivóczky-Farkas  | Hungria        | 6067   |      |
| 16                | Linda Züblin              | Suíça          | 6057   | PB   |
| 17                | Julia Mächtig             | Alemanha       | 6021   |      |
| 18                | Ida Marcussen             | Noruega        | 5996   |      |
| 19                | Yasmina Omrani            | Argélia        | 5983   | PB   |
| 20                | Jana Maksimava            | Bielorrússia   | 5982   |      |
| 21                | Mari Klaup                | Estónia        | 5924   |      |
| 22                | Kacjaryna Necviataeva     | Bielorrússia   | 5902   |      |
| 23                | Sofía Yfantídou           | Grécia         | 5894   | SB   |
| 24                | Erica Bougard             | Estados Unidos | 5829   |      |
| 25                | Sofia Linde               | Suécia         | 5822   |      |
| 26                | Aleksandra Butvina        | Rússia         | 5809   |      |
| 27                | Bettie Wade               | Estados Unidos | 5768   |      |
| 28                | Makeba Alcide             | Santa Lúcia    | 5751   |      |
| 29                | Wassana Winatho           | Tailândia      | 5671   |      |
| 99 !              | Grit Šadeiko              | Estónia        | DNF    |      |
| 99 !              | Kristina Savickaja        | Rússia         | DNF    |      |
| 99 !              | Kira Biesenbach           | Grécia         | DNF    |      |
| 99 !              | Irina Karpova             | Cazaquistão    | DNF    |      |

Legenda
| Recorde mundial       | Recorde mundial (World record)               |                       | Recorde africano                      | Recorde africano (African) |                                           | Q | Classificado por posição (Qualified) |
| Recorde do campeonato | Recorde do campeonato (Championship record)  | Recorde da América    | Recorde da América (Americas)         | q                          | Classificado por melhor tempo (Qualified) |   |                                      |
| Melhor marca do ano   | Melhor marca do ano (World leading)          | Recorde asiático      | Recorde asiático (Asian)              | DNS                        | Não largou (Did not start)                |   |                                      |
| Recorde nacional      | Recorde nacional (National record)           | Recorde europeu       | Recorde europeu (European)            | DNF                        | Não terminou (Did not finish)             |   |                                      |
| Recorde pessoal       | Recorde pessoal do atleta (Personal best)    | Recorde da Oceania    | Recorde da Oceania (Oceania)          | DSQ / DQ                   | Desclassificado (Disqualified)            |   |                                      |
| Recorde da temporada  | Recorde da temporada do atleta (Season best) | Recorde sul-americano | Recorde sul-americano (South America) | NM                         | Sem marca (No mark)                       |   |                                      |